# Hierarquia militar do Império do Brasil

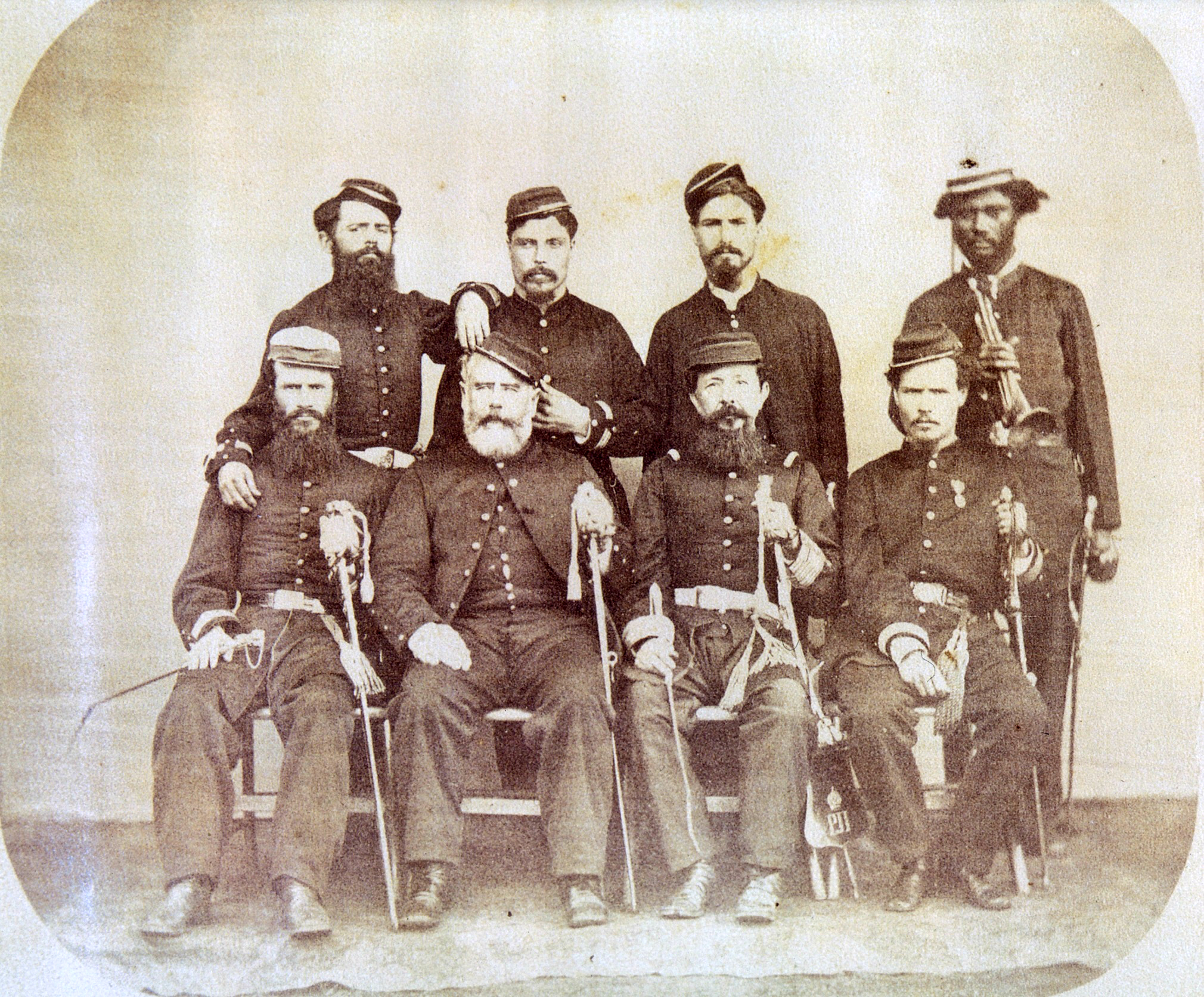
Oficiais e suboficiais da Guerra do Paraguai

As patentes militares do Império do Brasil foram um sistema de patentes utilizado pelas Forças Armadas do Império do Brasil.

## Exército imperial
As insígnias do Estado-Maior do Exército (Generais/Oficiais de Bandeira) foram estabelecidos por um Decreto Imperial de 7 de outubro de 1823. Tinham folhas de carvalho, semelhantes às patentes do Exército Português do início do século XIX. As patentes dos Oficiais Superiores e Subordinados foram as mesmas durante todo o reinado de Pedro II. 

### Promoção
Em 1850, foi aprovada uma lei que regulamentava a promoção de oficiais do Exército Imperial Brasileiro. De acordo com essa legislação, para se tornar oficial é preciso ter trabalhado pelo menos dois anos como praça, e ter pelo menos 18 anos de idade. Isso significava que para se tornar Alferes, equivalente a Segundo-tenente, era necessário ser Sargento ou Cadete com tempo de serviço em escalões inferiores, sem contar os alunos da Escola Militar cujo ingresso na oficialidade era regulamentado por legislação própria. Para subir na hierarquia a Capitão, o oficial deve ter passado dois anos servindo como Tenente e dois anos como Alferes. A promoção a capitão, após três anos de serviço, seria a seguinte: metade dos oficiais promovidos de major a coronel seria pelo tempo de serviço e a outra pelos feitos. Por outro lado, a promoção a Oficiais Generais só seria concedida pelas realizações do oficial. 
Para os Praças, porém, a promoção dependia do fato de a praça ter se voluntariado ou ter sido recrutada. José Iran Ribeiro, da Universidade Federal de Santa Maria, apurou que, de um grupo de 15 voluntários, 9 haviam ascendido a sargentos 6 deles antes de completarem 20 anos. Para 16 recrutas, a promoção a sargento foi conseguida por 5 deles, 3 deles após completarem 25 anos. 

### Guerra do Paraguai

#### Oficiais
| Classificação | Oficiais Generais    | Oficiais Generais | Oficiais Generais | Oficiais Generais | Oficiais superiores | Oficiais superiores | Oficiais superiores | Oficiais subalternos | Oficiais subalternos | Oficiais subalternos | -             |
| ------------- | -------------------- | ----------------- | ----------------- | ----------------- | ------------------- | ------------------- | ------------------- | -------------------- | -------------------- | -------------------- | ------------- |
| Dragona       |                      |                   |                   |                   |                     |                     |                     |                      |                      |                      |               |
| Insígnia      |                      |                   |                   |                   |                     |                     |                     |                      |                      |                      |               |
| Nome          | Marechal de Exército | Tenente-general   | Marechal de campo | Brigadeiro        | Coronel             | Tenente-coronel     | Major               | Capitão              | Tenente              | Alferes              | Alferes-aluno |

#### Praças

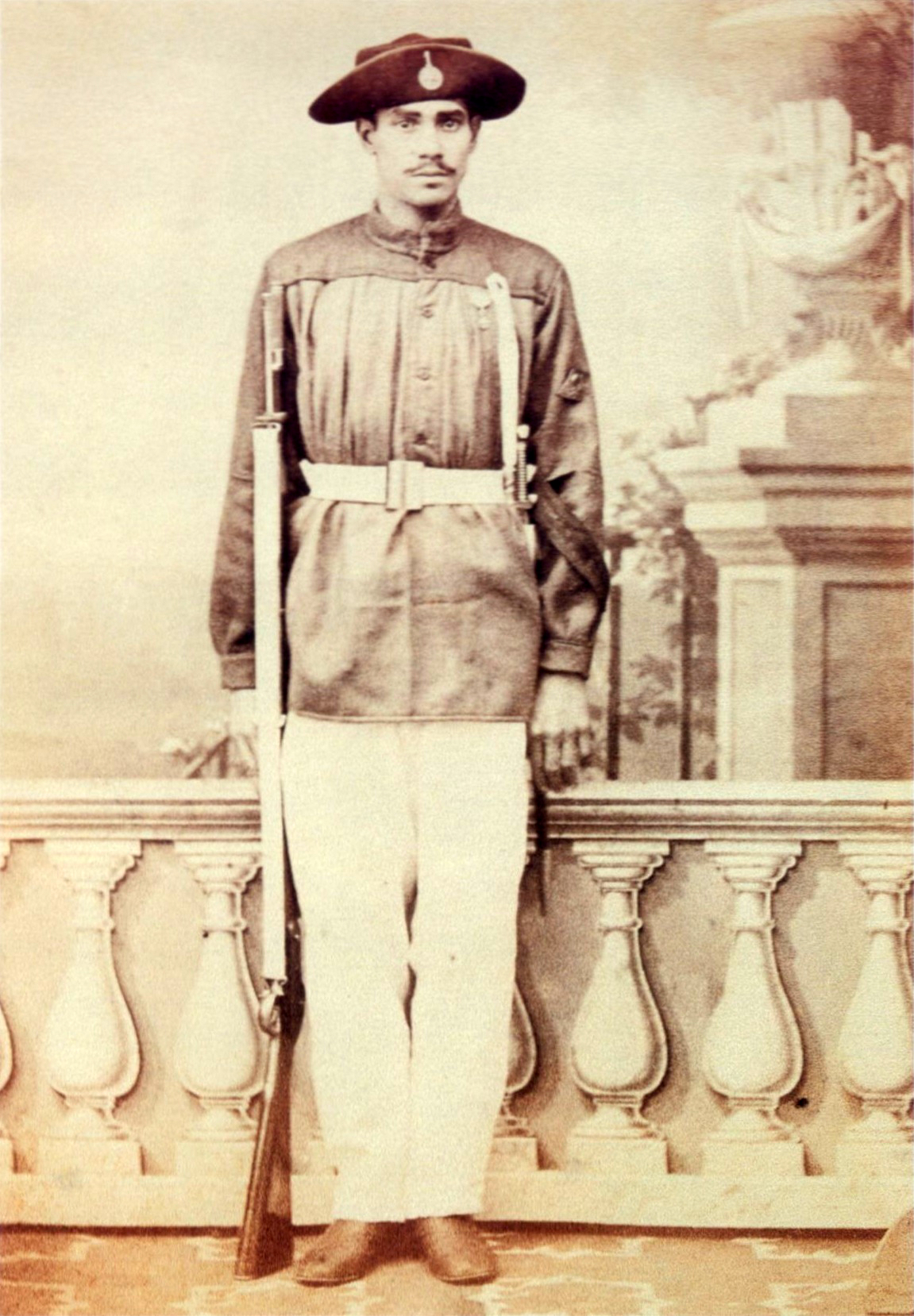
Cabo do 1º Batalhão de Voluntários da Pátria durante a Guerra do Paraguai

| Classificação | Oficiais inferiores | Oficiais inferiores | Oficiais inferiores | Baionetas | Baionetas | Baionetas | Baionetas |
| ------------- | ------------------- | ------------------- | ------------------- | --------- | --------- | --------- | --------- |
| Insígnia      |                     |                     |                     |           |           |           |           |
| Nome          | Primeiro-sargento   | Segundo-sargento    | Furriel             | Cabo      | Anspeçada | Soldado   |           |

## Guarda Nacional

### 1831

#### Oficiais
| Classificação | Oficiais generais   | Oficiais superiores     | Oficiais superiores | Oficiais superiores | -       | Oficiais Subalternos | Oficiais Subalternos |
| ------------- | ------------------- | ----------------------- | ------------------- | ------------------- | ------- | -------------------- | -------------------- |
| Gola          |                     |                         |                     |                     |         |                      |                      |
| Nome          | Comandante Superior | Coronel Chefe de Legião | Tenente-coronel     | Sargento-mor        | Capitão | Tenente              | Alferes              |

#### Praças
| Classificação | Oficiais inferiores | Oficiais inferiores | Cabos   | Cabos |
| ------------- | ------------------- | ------------------- | ------- | ----- |
| Gola          |                     |                     |         |       |
| Insígnia      |                     |                     |         |       |
| Nome          | Primeiro-sargento   | Segundo-sargento    | Furriel | Cabo  |

### 1851
O decreto  de 14 de agosto de 1851 alterou por completo o uniforme das guardas nacionais. Nele, os distintivos usados nas guardas foram substituídos pelos mesmos usados pelo Exército, com a exceção das cores das armas: fuzileiros, caçadores, artilharia e cavalaria, e da adição de uma esfera armilar na gola, em dourado para os oficiais e branco para os praças.
| Arma       | Cor-gola | Cor-vivos |
| ---------- | -------- | --------- |
| Fuzileiros |          |           |
| Caçadores  |          |           |
| Artilharia |          |           |
| Cavalaria  |          |           |